# Калея закатечичи
Кале́я закате́чичи (лат. Calēa zacatēchichi, исп. hoja de dios — «листья бога») — растение; вид рода Калея семейства Астровые (Asteraceae), растущее в диком виде на пространстве от южной Мексики до северной Коста-Рики.

## Биологическое описание
Сильно разветвлённый кустарник высотой до 1—1,5 м с зазубренными по краям листьями, треугольно-овальной формы, 2—6,5 см длиной.
Соцветие состоит из множества плотно прилегающих друг к другу маленьких белых или жёлтых цветков.

## Биохимия
Растение содержит комплекс сесквитерпенов и флавоноидов.

## Хозяйственное значение и применение
Используется шаманами местных племён для предсказания будущего посредством вызываемых растением ярких сновидений, а также в лекарственных целях при желудочно-кишечных расстройствах и как жаропонижающее средство. Растение обладает успокаивающим и лёгким снотворным действием.
Показано, что вытяжка из данного растения обладает психоактивными свойствами. Её употребление способствует продуцированию ярких сновидений и увеличению времени их вспоминаемости. Существует мнение, что видения шаманов как раз являлись осознанными сновидениями. Эффект растения может использоваться для вызова сонных параличей.
В исследованиях на мышах было показано, что калея увеличивала количество эпизодов SWS (Slow Wave Sleep), не влияя при этом на количество REM сна, непосредственно во время которого мы видим сновидения. SWS характеризуется тем, что во время него происходит обработка и воспроизведение воспоминаний. Возможно, именно из-за увеличенного количества этой фазы повышается шанс осознания себя во сне. Авторы спекулируют на тему того, что эти эффекты могут быть связаны с модулированием активности GABAA-рецепторов фенилпропаноидами, которые достаточно широко представлены в листьях этого растения.
Вопреки очень распространённому мнению, калея закатечичи не является наркотиком, и поэтому её выращивание, хранение или использование не запрещено ни в одной стране мира (однако с 2005 года в штате Луизиана и с 2009 года в Польше оборот этого растения может контролироваться).

## Фотографии

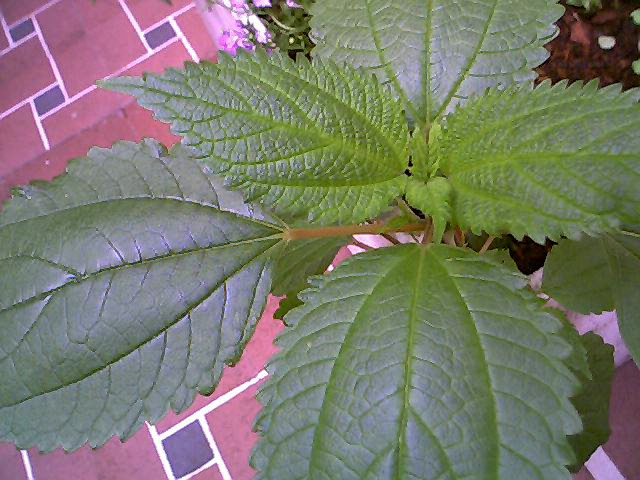
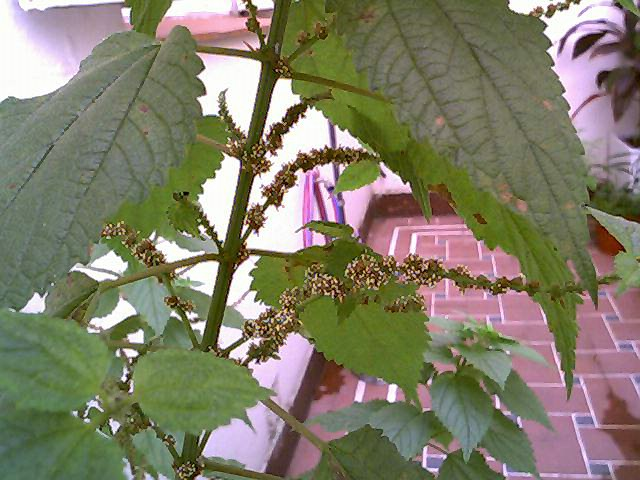
Цветущее растение